# 克略帕查卡山
14°34′45″S 72°37′08″W / 14.57917°S 72.61889°W
克略帕查卡山（Q'illu Pachaka），是秘魯的山峰，位於該國南部阿普里馬克大區，由安塔班巴省的奧羅佩薩區負責管轄，屬於萬索山脈的一部分，海拔高度5,000米。